# Isabella Tobias Lites
Isabella Tobias Lites (hebräisch איזבלה טוביאס לייטס; * 23. August 1991 in New York City, Vereinigte Staaten als Isabella Tobias) ist eine ehemalige israelische Eiskunstläuferin, die im Eistanz antrat. Sie startete zudem auch für Georgien und Litauen.

## Leben
Isabella Tobias wurde 1994 in New York City geboren. Sie und ihre Familie sind Juden. Begann sie 1998 im Alter von sieben Jahren mit dem Eislaufen. Im Alter von 10 Jahren begann sie mit dem Eistanz. Nach der High School besuchte sie kurz die School of General Studies der Columbia University. Von 1999 bis 2007 besuchte sie die George Balanchine School of American Ballet und trat mit dem New York City Ballet auf.
Im September 2007 bildete Tobias mit Otar Dschaparidse ein Paar und trat für Georgien an. Ein Jahr später belegte das Duo bei den Eiskunstlauf-Juniorenweltmeisterschaften den 14. Platz.
Ab Frühjahr 2010 bildete Tobias ein Paar mit dem Litauer Deividas Stagniūnas. Das Duo trainierte im US-Bundesstaat Michigan unter Igor Schpilband und Marina Sujewa.
Da bei Olympischen Spielen nur Athleten für ein Land starten dürfen, wenn sie dessen Staatsbürgerschaft besitzen beantragte Tobias im Oktober 2012 die litauische Staatsbürgerschaft. Im Dezember bestand sie den Einbürgerungstest. Ihr Antrag wurde jedoch am 7. Januar 2013 von der litauischen Präsidentin Dalia Grybauskaitė abgelehnt. Erst am 5. Dezember 2013 erhielt sie schließlich die litauische Staatsangehörigkeit.
Über einen 15. Platz bei den Weltmeisterschaften 2013 qualifizierte sich das Paar für die Olympischen Winterspiele 2014 in Sotschi. Im Eistanzwettkampf belegten Tobias und Stagniūnas den 17. Platz.
Nach den Olympischen Spielen beendete das Paar seine Zusammenarbeit und Tobias schloss sich mit dem Russen Ilja Tkatschenko zusammen und vertrat fortan Israel. Zwar qualifizierte sich das Duo auch für die Olympischen Winterspiele 2018, durfte allerdings nicht teilnehmen, da Tkatschenko keinen israelischen Pass besaß. Noch vor den Spielen in Pyeongchang beendete Tobias ihre Karriere.
Isabella Tobias heiratete Samuel Lites am 10. Juni 2017. Im Jahr 2019 nahm sie ihr Studium an der Southern Methodist University auf und schloss dieses im Mai 2020 ab. Sie war dort Mitglied der Kappa Kappa Gamma.